# دروژگانگ گوگ
دروژگانگ گوگ (به لاتین: Drujegang Gewog) یک منطقهٔ مسکونی در بوتان است که در استان داگانا واقع شده‌است.